# Les Planes de Frontanyà
Les Planes de Frontanyà és una masia del municipi de Sant Jaume de Frontanyà (Berguedà) inclosa en l'Inventari del Patrimoni Arquitectònic de Catalunya.

## Descripció
És una construcció civil, una masia de planta rectangular, coberta en doble vessant i amb el carener perpendicular a la façana, orientada a migdia. Correspon a un dels models de masies més primitiu i alhora amb menys possibilitats de modificacions i annexions. Al cos central de Les Planes s'hi afegí, a ponent i el segle xviii, un annexa pel tal d'ampliar la masia. L'aparell és molt rústec i la seva història i la seva situació geogràfica incomparable (prats naturals, bosc i una excel·lent panoràmica, etc.) són elements prou importants.

## Història
El topònim de les Planes és esmentat ja el s.VIII amb el nom de "Loca Plana". L'església de Sant Cristòfol de les Planes, surt citada ja el s. X com centre d'una petita comunitat d'una certa densitat demogràfica, doncs era regentada pels canonges agustins de St. Jaume de Frontenyà. A més, durant el segle xiv fou una de les batllies que, juntament amb Montner i Corrubí, configuraven la jurisdicció del prior de St. Jaume de Frontenyà. De predita església no en queda cap vestigi. Per altra banda, el fogatge de 1553 s'esmenta un tal "Joan de la Serras stant al Mas de les Planes".